# Adolphe Northen
Pour les articles homonymes, voir Northen (homonymie).
Adolphe Northen (aussi Adolf Northen, Adolf Northern ou Adolph Northern, né le 6 novembre 1828 et mort le 28 mai 1876 à Düsseldorf) est un peintre prussien.
Originaire de Hannoversch Münden, dans le royaume de Hanovre, il est élève de l'École de peinture de Düsseldorf.
Son œuvre est constituée essentiellement de scènes de batailles, en particulier celles se rapportant aux guerres napoléoniennes. Ses tableaux les plus connus sont :
- Retraite de Napoléon de Moscou qui dépeint l'échec de la campagne de Russie menée par Napoléon ;
- Attaque des Prussiens, montrant les divisions prussiennes de Hiller, Ryssel et Tippelskirch battant respectivement la Jeune Garde impériale, le premier bataillon des seconds grenadiers et des deuxièmes chasseurs aux combats de Plancenoit durant la bataille de Waterloo[5].

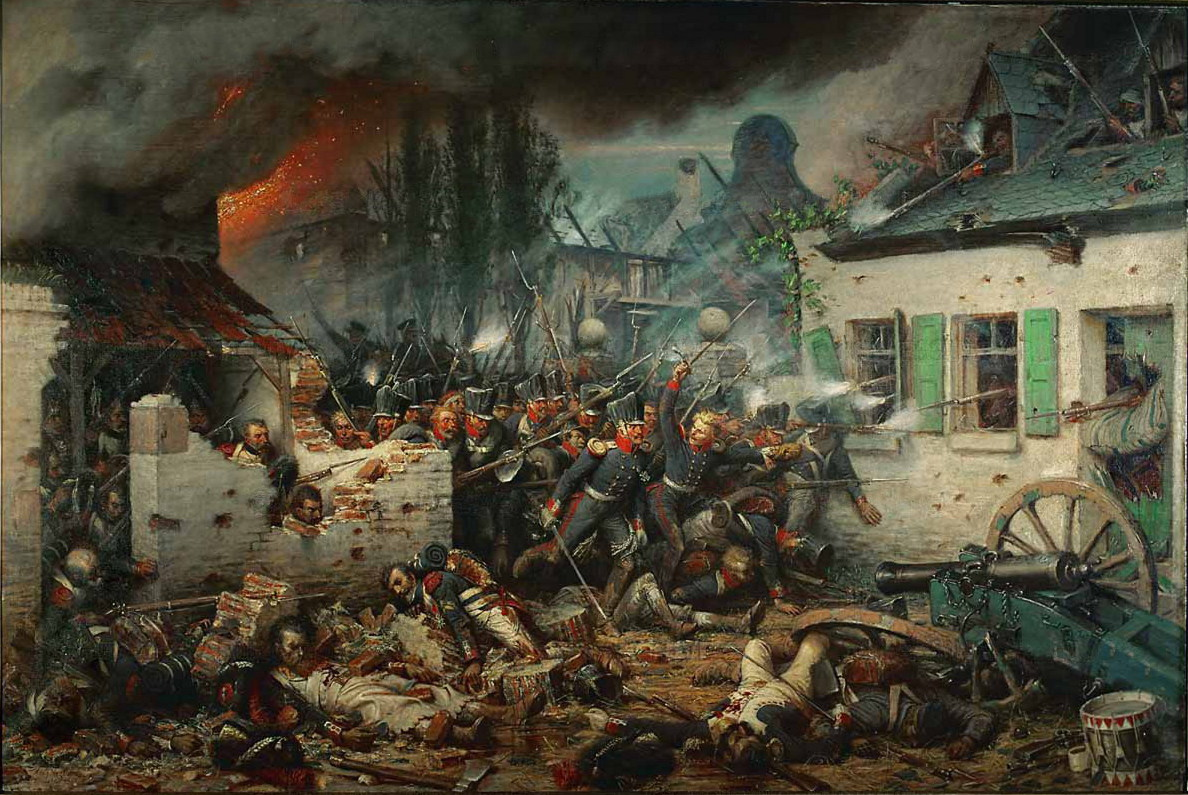
Attaque des Prussiens (à Waterloo), 1863.
Retraite de Napoléon .de Moscou